# Mańki (gromada)
Mańki – dawna gromada, czyli najmniejsza jednostka podziału terytorialnego Polskiej Rzeczypospolitej Ludowej w latach 1954–1972.
Gromady, z gromadzkimi radami narodowymi (GRN) jako organami władzy najniższego stopnia na wsi, funkcjonowały od reformy reorganizującej administrację wiejską przeprowadzonej jesienią 1954 do momentu ich zniesienia z dniem 1 stycznia 1973, tym samym wypierając organizację gminną w latach 1954–1972.
Gromadę Mańki z siedzibą GRN w Mańkach utworzono – jako jedną z 8759 gromad na obszarze Polski – w powiecie ostródzkim w woj. olsztyńskim na mocy uchwały nr 22 WRN w Olsztynie z dnia 4 października 1954. W skład jednostki weszły obszary dotychczasowych gromad Makruty, Tomaszyn i Mańki ze zniesionej gminy Biesal, a także obszary dotychczasowych gromad Gębiny i Zezuty oraz miejscowości Kąpity, Młyn Samagowski, Mycyny i Samagowo z dotychczasowej gromady Mycyny, ze zniesionej gminy Olsztynek w tymże powiecie. Dla gromady ustalono 9 członków gromadzkiej rady narodowej.
Gromadę zniesiono 1 stycznia 1960, a jej obszar włączono do gromad Biesal (wsie Makruty, Mańki, Tomaszyn, Tolkmity i Samagowo, osadę Młyn Tomaszyński oraz kolonię Kąpity) i Olsztynek (wsie Mycyny, Witułty, Zezuty i Gębiny oraz kolonie Łąciny, Młyn Samagowski, Cichogrąd i Spogany) w tymże powiecie.